# براکلی
static image_refبراکلیlatitudeبراکلیlongitudeبراکلیstatic image_nameبراکلی
براکلی (به انگلیسی: Brackley) یک شهرک در بریتانیا است که در انگلستان واقع شده‌است.

## خصوصیات
براکلی ۱۳٬۳۳۱ نفر جمعیت دارد.

## خواهرخوانده
شهر سپویون سو بوآ خواهرخواندهٔ براکلی هست.